# Connarus blanchetii
Connarus blanchetii é uma espécie de planta com flor pertencente à família Connaraceae.
A espécie foi descrita por Jules Émile Planchon, tendo sido publicada em Linnaea 23: 431. 1850.

## Brasil
Esta espécie é nativa e endémica do Brasil, podendo ser encontrada na Região Nordeste. Em termos fitogeográficos pode ser encontrada no domínio da Mata Atlântica.